# 쿠보와 전설의 악기
《쿠보와 전설의 악기》(영어: Kubo and the Two Strings)는 2016년 공개된 미국의 판타지 애니메이션 영화이다. 애니메이션 제작사 라이카의 작품으로, 트래비스 나이트가 연출하고 샬리즈 세런, 아트 파킨슨, 레이프 파인스, 조지 다케이, 매슈 매코너헤이 등이 목소리 연기를 맡았다. 고대 일본을 배경으로 소년 쿠보가 월왕에 맞서는 내용을 그린다.

## 성우진
- 아트 파킨슨 - 구보(쿠보) 역
- 샬리즈 세런 - 사리아쓰 / 원숭이 역
- 매슈 매코너헤이 - 한주(한조) / 사슴벌레 역
- 루니 메라 - 어둠의 자매 가라스, 와시 역
- 레이프 파인스 - 월왕 라이덴 역
- 브렌다 버카로 - 가메요 역
- 조지 다케이 - 호사토 역
- 케리히로유키 다가와 - 하시 역
- 미나에 노지 - 미나에 역
- 앨파 다카하시 - 아이코 역
- 로라 미로 - 미호 역
- 겐 다케모토 - 겐 역
- 마이릭 머피 - 마리 역
- 나카무라 사에미 - 마을 사람 역
- 마이클 선 리 - 마을 사람 역